# Liste der Straßen und Plätze in Gompitz

Lage der Gemarkung Gompitz in Dresden

Die Liste der Straßen und Plätze in Gompitz beschreibt das Straßensystem im Dresdner Ortsteil Gompitz mit den entsprechenden historischen Bezügen. Aufgeführt sind Straßen und Plätze, die im Gebiet der Gemarkung Gompitz liegen. Kulturdenkmale in der Gemarkung Gompitz sind in der Liste der Kulturdenkmale in Gompitz aufgeführt.
Das Gebiet von Gompitz ist seit 1999 der gleichnamigen Ortschaft der sächsischen Landeshauptstadt Dresden zugewiesen. Insgesamt gibt es in Gompitz 17 benannte Straßen und Plätze, die in der folgenden Liste aufgeführt sind.

## Legende
Die nachfolgende Tabelle gibt eine Übersicht über die vorhandenen Straßen und Plätze im Ortsteil sowie einige dazugehörige Informationen. Im Einzelnen sind dies:
- Name/Lage: Aktuelle Bezeichnung der Straße oder des Platzes sowie unter ‚Lage‘ ein Koordinatenlink, über den die Straße oder der Platz auf verschiedenen Kartendiensten angezeigt werden kann. Die Geoposition gibt dabei ungefähr die Mitte der Straße an.
- Länge/Maße in Metern: Die in der Übersicht enthaltenen Längenangaben sind nach mathematischen Regeln auf- oder abgerundete Übersichtswerte, die in Google Earth mit dem dortigen Maßstab ermittelt wurden. Sie dienen eher Vergleichszwecken und werden, sofern amtliche Werte bekannt sind, ausgetauscht und gesondert gekennzeichnet. Bei Plätzen sind die Maße in der Form a × b dargestellt. Der Zusatz ‚im Stadtteil‘ bzw. ‚im Ortsteil‘ gibt an, wie lang die Straße innerhalb des Stadt-/Ortsteils ist, sofern sie durch mehrere Stadt-/Ortsteile verläuft.
- Namensherkunft: Ursprung oder Bezug des Namens.
- Jahr der Benennung: Zeitpunkt, zu dem die Straße ihren heute gültigen Namen erhielt (sofern bekannt).
- Anmerkungen: Weitere Informationen bezüglich anliegender Institutionen, der Geschichte der Straße, historischer Bezeichnungen, Baudenkmalen usw.
- Bild: Foto der Straße.

## Straßenverzeichnis
| Name/Lage                     | Länge/Maße | Namensherkunft                                       | Jahr der Benennung | Anmerkungen | Bild                 |
| ----------------------------- | ---------- | ---------------------------------------------------- | ------------------ | --- | -------------------- |
| Altgompitz Lage               |            | Ortskern von Gompitz                                 | 1999               | bis 1999 Dorfplatz; die Häuser Nr. 9, 35, 41 und 43 stehen unter Denkmalschutz | Altgompitz           |
| Altnossener Straße Lage       |            | Nossen                                               | 1999               | die Straße ist Teil der ehemaligen Nossener Poststraße, die von Dresden nach Wilsdruff und Nossen führte. Als die Kesselsdorfer Straße 1812–13 zur Chaussee ausgebaut wurde, verlor sie an Bedeutung. Der Gompitzer Abschnitt hieß ursprünglich Pennricher Straße, der Pennricher Abschnitt Steinbacher Straße. Nach der Eingemeindung beider Orte nach Dresden wurden 1999 beide Abschnitte in Altnossener Straße umbenannt. | Altnossener Straße   |
| An den Alten Gärtnereien Lage |            |                                                      |                    | |                      |
| Am Graben Lage                |            |                                                      |                    | Teil eines Neubaugebiets mit Einfamilienhäusern, das in den 1990er Jahren errichtet wurde |                      |
| An der Reitanlage Lage        |            | Reitanlage Gompitz                                   |                    | Teil eines Neubaugebiets mit Einfamilienhäusern, das in den 1990er Jahren errichtet wurde |                      |
| Coventrystraße Lage           |            | Coventry                                             | 1993               | 1979 angelegt; bis 1993 Hermann-Matern-Straße, dann Umbenennung nach Dresdens Partnerstadt Coventry |                      |
| Gompitzer Hang Lage           |            |                                                      |                    | Teil eines Neubaugebiets mit Einfamilienhäusern, das in den 1990er Jahren errichtet wurde |                      |
| Gompitzer Straße Lage         |            | Gompitz                                              | um 1905            | |                      |
| Gompitzer Wirtschaftsweg Lage |            |                                                      | 1999               | Der Weg führt vom Hohlweg nach Westen bis zum Landschaftsschutzgebiet Zschonergrund; dort knickt er nach Süden zur Altnossener Straße ab während nach Norden ein namenloser Weg in den Zschonergrund führt. Auf einem Stadtplan von 1939 ist der ost-westlich verlaufende Teil als Ernst-Sobe-Weg und der nord-südlich verlaufende Teil einschließlich des Wegs in den Zschonergrund als Franz-Scheffler-Weg bezeichnet. Nach 1945 erfolgte eine Umbenennung in Wirtschaftsweg. Aufgrund eines namensgleichen Wegs in Briesnitz erfolgte nach der Eingemeindung nach Dresden 1999 eine erneute Umbenennung in Gompitzer Wirtschaftsweg. |                      |
| Hartwigweg Lage               |            | Gustav Emil Leberecht Hartwig                        |                    | Teil eines Neubaugebiets mit Einfamilienhäusern, das in den 2000er Jahren errichtet wurde |                      |
| Hohlweg Lage                  |            |                                                      |                    | Auf einem Stadtplan von 1939 als Emil-Poldrack-Straße bezeichnet |                      |
| Kesselsdorfer Straße Lage     |            | Kesselsdorf                                          | 1904               | Die Kesselsdorfer Straße war ursprünglich Teil der Verbindung zwischen dem Kloster Altzella und dessen Besitzungen in Leubnitz-Neuostra und verband die Residenzstadt Dresden mit der wichtigen Bergbaustadt Freiberg. Im 18. Jahrhundert wurde sie zur Poststraße, von 1810 bis 1812 dann zur Chaussee ausgebaut. Ab 1871 hieß sie zunächst Wilsdruffer Straße, im 20. Jahrhundert war sie als Bundesstraße 173 bedeutend, bis diese nach Norden (Bramschtunnel) verlegt wurde. Das Haus Nr. 314 steht unter Denkmalschutz | Kesselsdorfer Straße |
| Ockerwitzer Allee Lage        |            | Ockerwitz                                            | 1999               | Die Straße verläuft durch Gompitz und Ockerwitz. Der Gompitzer Abschnitt hieß zunächst Ockerwitzer Straße. Wegen der gleichnamigen Straße in Leutewitz und Cotta erfolgte nach der Eingemeindung nach Dresden im Jahr 1999 eine Umbenennung in Ockerwitzer Allee. Das Schulgebäude in Nr. 128 steht unter Denkmalschutz. | Ockerwitzer Allee    |
| Paul-Breyer-Straße Lage       |            | Paul Max Breyer (1883–1965), Gompitzer Bürgermeister |                    | |                      |
| Richard-Bernhardt-Weg Lage    |            | Max Richard Bernhardt                                |                    | Teil eines Neubaugebiets mit Einfamilienhäusern, das in den 2000er Jahren errichtet wurde |                      |
| Zum Schmiedeberg Lage         |            |                                                      |                    | Gemarkungsgrenze zu Pennrich |                      |
| Zur Pflaumenhohle Lage        |            | Flurname Pflaumenhohle                               | 2010               | Teil eines Neubaugebiets mit Einfamilienhäusern, das in den 2000er Jahren errichtet wurde |                      |